# Chiesa di San Pietro Apostolo (Galatone)
La chiesa di San Pietro Apostolo, sede della confraternita della Madonna del Rosario e di San Pietro, è una chiesa del centro storico di Galatone in provincia di Lecce. 

## Storia
La chiesa è stata costruita attorno al 1675 a spese dei fratelli della Congregazione del Santissimo Rosario che qui si trasferirono dalla chiesa madre, dopo aver avuto la fondazione e la prima sede nel convento dei Domenicani.

## Architettura

### Esterno
La facciata, eseguita secondo lo stile e gli schemi del barocco leccese, tripartita longitudinalmente, reca in alto la piccola statua dell'apostolo san Pietro realizzata in pietra leccese nel 1878. La porta è sormontata da un artistico timpano curvilineo che racchiude un cartiglio muto. All'estremità di questa si elevano due pinnacoli. Da questa porta si accede in un piccolo atrio scoperto che introduce nella chiesa il cui prospetto, se si eccettua la finestra rettangolare, sopra la porta, è completamente liscio. Nella parte sinistra del prospetto è posto un campanile a vela formato da due piedritti costituiti da quattro semicolonnine affiancate; la campana è stata fusa nel 1772.

### Interno

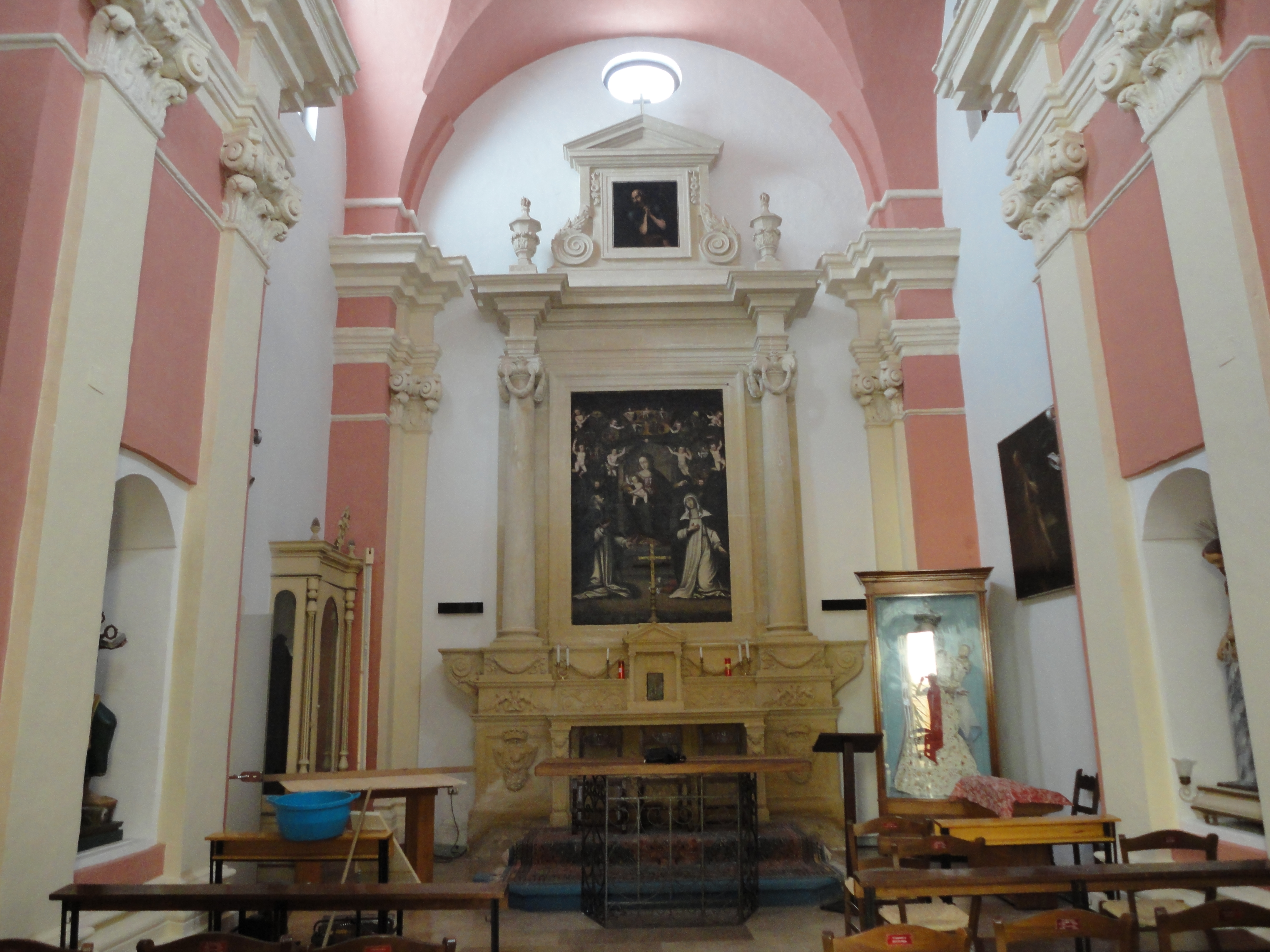
Interno

L'interno è a navata unica con due partizioni per lato, separate da un doppio pilastro. La copertura è a volte raccordate in una vela centrale che ospita un affresco raffigurante Gesù, attorniato dai suoi discepoli, che consegna le chiavi a san Pietro. Nel retrofacciata sono appese due croci: una apparecchiata con i simboli della passione, l'altra con il Crocifisso in cartapesta.
Nella parete di destra si trovano: tela della Madonna degli Angeli con due Apostoli, statua in cartapesta di Cristo alla colonna, tela di san Pietro con il gallo che richiama il suo tradimento. L'altare maggiore, posto tra due colonne in stile dorico e concluso da un cornicione aggettante, è in pietra leccese ed è arricchito dalla tela della Madonna del Rosario, titolare della Confraternita, dipinta da Ortensio Bruno nel 1638. La tela raffigura la Madonna in trono con in braccio il Bambino Gesù; ai lati, inginocchiati, stanno i Santi Domenico di Guzmán e Caterina da Siena in atteggiamento di ricevere il Rosario dalla Madonna e dal Bambino. In alto alla tela una nuvola di angeli sorreggono tre gruppi di medaglioni. Nella parete di sinistra seguono: statua dell'Addolorata, tela di Sant'Anna e San Gioacchino e la Vergine Maria, statua in cartapesta di san Pietro Apostolo, statua di Gesù morto in cartapesta.